# Die Zeit, die man Leben nennt
Die Zeit, die man Leben nennt è un film televisivo del 2008, diretto da Sharon von Wietersheim.

## Trama
Luca è un giovane pianista costretto sulla sedia a rotelle in seguito ad un incidente stradale. Quando tenta il suicidio, viene salvato da Roderick, anch'esso confinato su una sedia a rotelle. Ben presto tra i due nasce una profonda amicizia...